# دینا وایت
دِینا وایت (به انگلیسی: Dana White) (زاده ۲۸ ژوئیه ۱۹۶۹ در منچستر، کنتیکت) کارآفرین و مدیر ورزشی اهل ایالات متحده آمریکا است، که هم‌اکنون به‌عنوان رئیس سازمان یو اف سی فعالیت می‌کند. در اوت ۲۰۱۹ خالص ارزش دارایی او ۵۰۰ میلیون دلار آمریکا اعلام شد.